# Mărime adimensională
O mărime adimensională, sau mărime fără dimensiune, este o mărime fizică pentru care toți exponenții factorilor corespunzători mărimilor fundamentale care apar în ecuația dimensională a mărimii respective sunt egali cu zero. De obicei, acestea sunt raporturi de mărimi sau logaritmii unor raporturi de mărimi.

## Definire și unități adimensionale
Mărimilor adimensionale le corespund unități adimensionale. Nu este corect să se considere că aceste mărimi se exprimă doar prin numere abstracte (numere pure), au unități cu dimensiunea 1 (exemplu m/m).

## Exemple
- Indicele de refracție al unui mediu este un raport între viteza luminii în acel mediu și viteza luminii în vid;
- Similar, permitivitatea electrică relativă a unui mediu este un raport între permitivitatea respectivului mediu și cea a vidului;
- Unghiul (măsurat în Sistemul Internațional în radiani) este un raport între lungimea arcului de cerc pe care îl subîntinde și lungimea perimetrului cercului.
- Cantitate de substanță este un raport dintre masa unei substanțe și masa ei molară.
- Grosisment (optică)
- Densitate relativă
- Masa atomică relativă
- Viteza relativă față de viteza sunetului
- Titlu (aliaj)